# Голузино (Тверская область)
Голузино (Галузино) — деревня в Кимрском районе Тверской области. Входит в состав муниципального образования сельское поселение Устиновское.

## Название
До 1890 г. название деревни писалось через -а- . С 1915 года название деревни пишется через -о-.

## География
Располагается у реки Малая Пудица, в 20 км севернее Кимров.

## История
Основана в 1678 году.
- В 1678 году деревня принадлежит окашенцу Якову Федоровичу Суворову, жил в Кашино.
- С 1762 по 1772 годы принадлежала Петру Васильевичу Суворову.
- 1780 год — Максиму Васильевичу Суворову. Насчитывалось 7 дворов, 13 мужчин, 12 женщин.
- 1851 год — в собственности майорши Софьи Матвеевны Великопольской; 12 дворов, 65 мужчин и 60 женщин.
- 1860 год — Опочину Степану Васильевичу принадлежало 6 дворов, девице Воробьевой Наталье Егоровне — 3 двора.
- 1887 год — деревня числилась в Суворовской волости Корчевского уезда, насчитывала 29 дворов, 85 мужчин и 83 женщины. Имела 2 посада, 11 колодцев, 2 пруда, имелась кузница, сапожный промысел. Дети учились в деревне Суворово.
- В 1915 году в деревне 38 дворов.
- 1919 г. — в составе Суворовской волости Кимрского уезда.
- С 30 августа 1929 года по 23 августа 1930 селение входит в состав Кимрского округа Московской области.
- 1931 г. — деревня в составе Устиновского сельсовета. Имеет промартель Кимрского промсоюза (обувь).
- До 1950 года в деревне колхоз им. «15 лет Октября». Затем деревни Устиново, Кожухово, Харпаево, Галузино и Кислово Устиновского сельсовета образовали колхоз им. Вильямса.
- В документах 1954 года упоминается голузинская обувная промартель — усасток № 2. Имелось 29 хозяйств. Наиболее распространенные фамилии: Ежовы, Денисовы, Крыловы, Потапенко, Болотовы, Поляковы, Ударовы.
- В 1963 году в деревне колхоз им. Вильямса переименован в к/з им. Чапаева.
- 1964 по 1970 годы в похозяйственной книге в деревне Галузино Устиновский сельсовет им. Чапаева.
- С 1971 года — колхоз им. Симонова.
- 1978 год — деревня в составе Устиновского сельсовета. В деревне 9 хозяйств, 12 жителей.
- В 1993 году — с/х реорганизовано в ТОО Симоново.
- В 1999 году — в СПК Симоново.

## Население
| 2010 |
| ---- |
| 15   |

## Инфраструктура
Личное подсобное хозяйство с зоной сельскохозяйственного использования, индивидуальная застройка усадебного типа.

## Транспорт
Деревня доступна автотранспортом. 